# سوائية ثنائي أكسيد كربون الدم
سوائية ثنائي أكسيد كربون الدم أو سواء ثاني أكسيد الكربون في الدم أو سَوِيَّة ثاني أكسيد الكربون في الدم (بالإنجليزية: Normocapnia)‏ هيَ حالة يكون فيها ضَغط ثنائي أكسيد الكربون الشرياني طَبيعي، وعادةً ما يكون حوالي 40 ملم زئبق.